# Christophe Maé/Diskografie
Diese Diskografie ist eine Übersicht über die musikalischen Werke des französischen Pop-Sängers Christophe Maé. Den Schallplattenauszeichnungen zufolge hat er bisher mehr als 3,7 Millionen Tonträger verkauft. Seine erfolgreichsten Veröffentlichungen sind die Alben Mon paradis und On trace la route mit je über eine Million verkauften Einheiten.

## Alben

### Studioalben
| Jahr | Titel Musiklabel                       | Höchstplatzierung, Gesamtwochen, AuszeichnungChartplatzierungen (Jahr, Titel, Musiklabel, Platzierungen, Wochen, Auszeichnungen, Anmerkungen) | Höchstplatzierung, Gesamtwochen, AuszeichnungChartplatzierungen (Jahr, Titel, Musiklabel, Platzierungen, Wochen, Auszeichnungen, Anmerkungen) | Höchstplatzierung, Gesamtwochen, AuszeichnungChartplatzierungen (Jahr, Titel, Musiklabel, Platzierungen, Wochen, Auszeichnungen, Anmerkungen) | Anmerkungen                                                  |
| Jahr | Titel Musiklabel                       | FR | BEW | CH | Anmerkungen                                                  |
| ---- | -------------------------------------- | --- | --- | --- | ------------------------------------------------------------ |
| 2003 | Sa danse donne Selbstverlag            | — | — | — | Erstveröffentlichung: 2003                                   |
| 2007 | Mon paradis Warner Music France        | FR1 Diamant · (137 Wo.)FR | BEW1 Platin · (82 Wo.)BEW | CH18 ×2Doppelplatin · (63 Wo.)CH | Erstveröffentlichung: 19. März 2007 Verkäufe: + 1.000.000    |
| 2008 | Comme à la maison Warner Music France  | FR1 ×2Doppelplatin · (153 Wo.)FR | BEW1 Platin · (64 Wo.)BEW | CH13 Gold · (20 Wo.)CH | Erstveröffentlichung: 29. September 2008 Verkäufe: + 235.000 |
| 2010 | On trace la route Warner Music France  | FR1 Diamant · (107 Wo.)FR | BEW1 ×2Doppelplatin · (79 Wo.)BEW | CH3 Platin · (46 Wo.)CH | Erstveröffentlichung: 22. März 2010 Verkäufe: + 1.000.000    |
| 2013 | Je veux du bonheur Warner Music France | FR1 ×3Dreifachplatin · (126 Wo.)FR | BEW1 Gold · (97 Wo.)BEW | CH4 Gold · (32 Wo.)CH | Erstveröffentlichung: 10. Juni 2013 Verkäufe: + 320.000      |
| 2016 | L’attrape-rêves Warner Music France    | FR1 ×2Doppelplatin · (78 Wo.)FR | BEW1 Gold · (87 Wo.)BEW | CH2 (31 Wo.)CH | Erstveröffentlichung: 13. Mai 2016 Verkäufe: + 250.000       |
| 2019 | La vie d’artiste Warner Music France   | FR2 Platin · (73 Wo.)FR | BEW2 (68 Wo.)BEW | CH6 (10 Wo.)CH | Erstveröffentlichung: 25. Oktober 2019 Verkäufe: + 100.000   |
| 2023 | C’est drôle la vie Warner Music France | FR3 Platin · (60 Wo.)FR | BEW4 (36 Wo.)BEW | CH11 (3 Wo.)CH | Erstveröffentlichung: 17. März 2023 Verkäufe: + 100.000      |

### Livealben
| Jahr | Titel Musiklabel                                           | Höchstplatzierung, Gesamtwochen, AuszeichnungChartplatzierungen (Jahr, Titel, Musiklabel, Platzierungen, Wochen, Auszeichnungen, Anmerkungen) | Höchstplatzierung, Gesamtwochen, AuszeichnungChartplatzierungen (Jahr, Titel, Musiklabel, Platzierungen, Wochen, Auszeichnungen, Anmerkungen) | Höchstplatzierung, Gesamtwochen, AuszeichnungChartplatzierungen (Jahr, Titel, Musiklabel, Platzierungen, Wochen, Auszeichnungen, Anmerkungen) | Anmerkungen                                                  |
| Jahr | Titel Musiklabel                                           | FR | BEW | CH | Anmerkungen                                                  |
| ---- | ---------------------------------------------------------- | --- | --- | --- | ------------------------------------------------------------ |
| 2009 | Comme à la maison (Live) / Mon paradis Warner Music France | FR181 (4 Wo.)FR | — | — | Erstveröffentlichung: 5. Oktober 2009                        |
| 2011 | On trace la route – Le live Warner Music France            | FR1 ×2Doppelplatin · (27 Wo.)FR | BEW1 Gold · (35 Wo.)BEW | — | Erstveröffentlichung: 26. September 2011 Verkäufe: + 210.000 |
| 2020 | Ma vie d’artiste – Unplugged Warner Music France           | FR30 (4 Wo.)FR | BEW82 (2 Wo.)BEW | CH64 (1 Wo.)CH | Erstveröffentlichung: 30. Oktober 2020                       |

### Kompilationen
| Jahr | Titel Musiklabel                | Höchstplatzierung, Gesamtwochen, AuszeichnungChartplatzierungen (Jahr, Titel, Musiklabel, Platzierungen, Wochen, Auszeichnungen, Anmerkungen) | Höchstplatzierung, Gesamtwochen, AuszeichnungChartplatzierungen (Jahr, Titel, Musiklabel, Platzierungen, Wochen, Auszeichnungen, Anmerkungen) | Höchstplatzierung, Gesamtwochen, AuszeichnungChartplatzierungen (Jahr, Titel, Musiklabel, Platzierungen, Wochen, Auszeichnungen, Anmerkungen) | Anmerkungen                         |
| Jahr | Titel Musiklabel                | FR | BEW | CH | Anmerkungen                         |
| ---- | ------------------------------- | --- | --- | --- | ----------------------------------- |
| 2013 | L’intégrale Warner Music France | — | BEW35 (20 Wo.)BEW | — | Erstveröffentlichung: 10. Juni 2013 |

## Singles

### Als Leadmusiker
| Jahr | Titel Album                                 | Höchstplatzierung, Gesamtwochen, AuszeichnungChartplatzierungen (Jahr, Titel, Album, Platzierungen, Wochen, Auszeichnungen, Anmerkungen) | Höchstplatzierung, Gesamtwochen, AuszeichnungChartplatzierungen (Jahr, Titel, Album, Platzierungen, Wochen, Auszeichnungen, Anmerkungen) | Höchstplatzierung, Gesamtwochen, AuszeichnungChartplatzierungen (Jahr, Titel, Album, Platzierungen, Wochen, Auszeichnungen, Anmerkungen) | Anmerkungen                                                                                    |
| Jahr | Titel Album                                 | FR | BEW | CH | Anmerkungen                                                                                    |
| --- | ------------------------------------------- | --- | --- | --- | ---------------------------------------------------------------------------------------------- |
| 2007 | On s’attache Mon paradis                    | FR1 (6 Wo.)FR | BEW4 Gold · (38 Wo.)BEW | CH27 (22 Wo.)CH | Erstveröffentlichung: 5. Februar 2007 Verkäufe: + 15.000                                       |
| 2007 | Parce qu’on sait jamais Mon paradis         | FR6 (21 Wo.)FR | BEW10 (26 Wo.)BEW | CH52 (15 Wo.)CH | Erstveröffentlichung: 25. Juni 2007                                                            |
| 2007 | Ça fait mal Mon paradis                     | FR138 (1 Wo.)FR | BEW16 (16 Wo.)BEW | CH85 (3 Wo.)CH | Erstveröffentlichung: 1. Oktober 2007                                                          |
| 2008 | Belle demoiselle Comme à la maison          | FR13 (33 Wo.)FR | BEW10 (19 Wo.)BEW | CH74 (5 Wo.)CH | Erstveröffentlichung: 11. Februar 2008                                                         |
| 2008 | C’est ma terre Comme à la maison            | — | BEW18 (16 Wo.)BEW | CH91 (2 Wo.)CH | Erstveröffentlichung: 21. Juli 2008                                                            |
| 2008 | Mon p’tit gars Comme à la maison            | FR2 (28 Wo.)FR | BEW33 (8 Wo.)BEW | — | Erstveröffentlichung: 29. September 2008                                                       |
| 2009 | Je n’attendais que vous –                   | — | BEW38 (1 Wo.)BEW | — | Erstveröffentlichung: 6. März 2009 mit Lara, Maurane, Bruel & La Chorale des Voisins du Dessus |
| 2009 | Dingue, dingue, dingue On trace la route    | FR1 (48 Wo.)FR | BEW4 (22 Wo.)BEW | CH30 (15 Wo.)CH | Erstveröffentlichung: 30. November 2009                                                        |
| 2010 | J’ai laissé On trace la route               | — | BEW16 (9 Wo.)BEW | — | Erstveröffentlichung: 1. März 2010                                                             |
| 2010 | Je me lâche On trace la route               | — | BEW12 (15 Wo.)BEW | CH47 (10 Wo.)CH | Erstveröffentlichung: 17. Mai 2010                                                             |
| 2011 | La rumeur On trace la route                 | FR53 (9 Wo.)FR | — | — | Erstveröffentlichung: 24. Januar 2011                                                          |
| 2011 | Un peu de blues On trace la route – Le live | FR29 (17 Wo.)FR | BEW24 (6 Wo.)BEW | — | Erstveröffentlichung: 29. August 2011                                                          |
| 2013 | Tombé sous le charme Je veux du bonheur     | FR11 (40 Wo.)FR | BEW7 (20 Wo.)BEW | CH38 (9 Wo.)CH | Erstveröffentlichung: 25. März 2013                                                            |
| 2013 | Je veux du bonheur                          | FR90 (15 Wo.)FR | — | — | Erstveröffentlichung: 29. Juli 2013                                                            |
| 2013 | La poupée Je veux du bonheur                | FR40 (21 Wo.)FR | BEW49 (1 Wo.)BEW | — | Erstveröffentlichung: 30. September 2013                                                       |
| 2014 | Ma douleur, ma peine Je veux du bonheur     | FR144 (1 Wo.)FR | — | — | Erstveröffentlichung: 10. Februar 2014                                                         |
| 2016 | Il est où le bonheur L’attrape-rêves        | FR4 Diamant · (51 Wo.)FR | BEW14 (17 Wo.)BEW | CH70 (1 Wo.)CH | Erstveröffentlichung: 19. Februar 2016 Verkäufe: + 373.333                                     |
| 2016 | La Parisienne L’attrape-rêves               | FR112 Gold · (12 Wo.)FR | BEW30 (10 Wo.)BEW | — | Erstveröffentlichung: 29. August 2016 Verkäufe: + 100.000                                      |
| 2017 | Marcel L’attrape-rêves                      | — | — | — | Erstveröffentlichung: 13. Februar 2017                                                         |
| 2019 | Les gens La vie d’artiste                   | FR159 Gold · (4 Wo.)FR | BEW11 (15 Wo.)BEW | — | Erstveröffentlichung: 6. September 2019 Verkäufe: + 100.000                                    |
| 2019 | Casting La vie d’artiste                    | — | — | — | Erstveröffentlichung: 13. Dezember 2019 Verkäufe: + 100.000                                    |
| 2020 | La vie d’artiste                            | — | BEW47 (1 Wo.)BEW | — | Erstveröffentlichung: 6. Mai 2020                                                              |
| 2021 | Y’a du soleil –                             | — | BEW23 (11 Wo.)BEW | — | Erstveröffentlichung: 18. Juni 2021                                                            |
| 2022 | Pays des merveilles C’est drôle la vie      | — | BEW20 (19 Wo.)BEW | — | Erstveröffentlichung: 24. November 2022 mit Ceuzany                                            |
| Folgende Lieder erschienen nicht als Single, wurden aber durch das Album zum Download und Streaming bereitgestellt und konnten somit eine Platzierung erlangen: |                                             | | | |                                                                                                |
| |                                             | | | |                                                                                                |
| 2013 | Ne t’en fais pas Je veux du bonheur         | FR200 (1 Wo.)FR | — | — | Charteinstieg: 22. Juni 2013                                                                   |
| 2016 | La vallée des larmes L’attrape-rêves        | FR199 (1 Wo.)FR | — | — | Charteinstieg: 14. Mai 2016                                                                    |
| 2016 | L’attrape-rêves                             | FR80 (3 Wo.)FR | — | — | Charteinstieg: 21. Mai 2016                                                                    |

### Als Gastmusiker
| Jahr | Titel Album                      | Höchstplatzierung, Gesamtwochen, AuszeichnungChartplatzierungen (Jahr, Titel, Album, Platzierungen, Wochen, Auszeichnungen, Anmerkungen) | Höchstplatzierung, Gesamtwochen, AuszeichnungChartplatzierungen (Jahr, Titel, Album, Platzierungen, Wochen, Auszeichnungen, Anmerkungen) | Höchstplatzierung, Gesamtwochen, AuszeichnungChartplatzierungen (Jahr, Titel, Album, Platzierungen, Wochen, Auszeichnungen, Anmerkungen) | Anmerkungen                                                              |
| Jahr | Titel Album                      | FR | BEW | CH | Anmerkungen                                                              |
| ---- | -------------------------------- | --- | --- | --- | ------------------------------------------------------------------------ |
| 2018 | Besoin de personne Duos volatils | — | — | — | Erstveröffentlichung: 1. Juni 2018 Véronique Sanson feat. Christophe Maé |

## Videoalben
| Jahr | Titel Musiklabel                                | Höchstplatzierung, Gesamtwochen, AuszeichnungChartplatzierungen (Jahr, Titel, Musiklabel, Platzierungen, Wochen, Auszeichnungen, Anmerkungen) | Höchstplatzierung, Gesamtwochen, AuszeichnungChartplatzierungen (Jahr, Titel, Musiklabel, Platzierungen, Wochen, Auszeichnungen, Anmerkungen) | Höchstplatzierung, Gesamtwochen, AuszeichnungChartplatzierungen (Jahr, Titel, Musiklabel, Platzierungen, Wochen, Auszeichnungen, Anmerkungen) | Anmerkungen                             |
| Jahr | Titel Musiklabel                                | FR | BEW | CH | Anmerkungen                             |
| ---- | ----------------------------------------------- | --- | --- | --- | --------------------------------------- |
| 2008 | Comme à la maison Warner Music France           | — | — | CH3 (8 Wo.)CH | Erstveröffentlichung: 6. November 2008  |
| 2011 | On trace la route – Le live Warner Music France | — | — | — | Erstveröffentlichung: 14. November 2011 |

## Promoveröffentlichungen
| Jahr | Titel Album                 | Anmerkungen                |
| ---- | --------------------------- | -------------------------- |
| 2003 | J’ai la aime Sa danse donne | Erstveröffentlichung: 2003 |
| 2003 | Sa danse donne              | Erstveröffentlichung: 2003 |

## Statistik

### Chartauswertung
|                     | FR    | BEW      | CH    |
| ------------------- | ----- | -------- | ----- |
| Nummer-eins-Alben   | FR6FR | BEW6BEW  | CH—CH |
| Top-10-Alben        | FR8FR | BEW8BEW  | CH4CH |
| Alben in den Charts | FR9FR | BEW10BEW | CH8CH |

|                       | FR     | BEW      | CH    |
| --------------------- | ------ | -------- | ----- |
| Nummer-eins-Singles   | FR2FR  | BEW—BEW  | CH—CH |
| Top-10-Singles        | FR5FR  | BEW5BEW  | CH—CH |
| Singles in den Charts | FR18FR | BEW18BEW | CH9CH |

|                          | FR    | BEW     | CH    |
| ------------------------ | ----- | ------- | ----- |
| Nummer-eins-Videoalben   | FR—FR | BEW—BEW | CH—CH |
| Top-10-Videoalben        | FR—FR | BEW—BEW | CH1CH |
| Videoalben in den Charts | FR—FR | BEW—BEW | CH1CH |

### Auszeichnungen für Musikverkäufe
| Goldene Schallplatte - Frankreich - 2025: für das Lied L’amour - Kanada - 2018: für die Single Il est où le bonheur - 2019: für das Album L’attrape-rêves | Platin-Schallplatte - Europa - 2007: für das Album Mon paradis - 2011: für das Album On trace la route |

Anmerkung: Auszeichnungen in Ländern aus den Charttabellen bzw. Chartboxen sind in ebendiesen zu finden.
| Land/RegionAuszeichnungen für Musikverkäufe (Land/Region, Auszeichnungen, Verkäufe, Quellen) | Gold       | Platin       | Diamant     | Verkäufe    | Quellen                     |
| -------------------------------------------------------------------------------------------- | ---------- | ------------ | ----------- | ----------- | --------------------------- |
| Belgien (BRMA)                                                                               | 4× Gold4   | 4× Platin4   | —           | 125.000     | ultratop.be                 |
| Europa (IFPI)                                                                                | —          | 2× Platin2   | —           | (2.000.000) | ifpi.org                    |
| Frankreich (SNEP)                                                                            | 4× Gold4   | 11× Platin11 | 3× Diamant3 | 2.933.333   | infodisc.fr snepmusique.com |
| Kanada (MC)                                                                                  | 2× Gold2   | —            | —           | 80.000      | musiccanada.com             |
| Schweiz (IFPI)                                                                               | 2× Gold2   | 3× Platin3   | —           | 105.000     | hitparade.ch                |
| Insgesamt                                                                                    | 12× Gold12 | 20× Platin20 | 3× Diamant3 |             |                             |